# Megamyrmaekion schreineri
Megamyrmaekion schreineri är en spindelart som beskrevs av Tucker 1923. Megamyrmaekion schreineri ingår i släktet Megamyrmaekion och familjen plattbuksspindlar. Inga underarter finns listade i Catalogue of Life.